# Đảo Bowen
Đảo Bowen, British Columbia, là một đảo thuộc khu tự quản ở Howe Sound, một phần của Metro Vancouver, và là một đảo thuộc thẩm quyền của Islands Trust. Xấp xỉ 6 km chiều rộng và 12 km chiều dài, điểm gần nhất đảo cách bờ khoảng 3 km về phía tây lục địa. Có dịch vụ phổ biến BC Ferries từ Horseshoe Bay, West Vancouver, cũng như các dịch vụ Water taxi. Dân số đảo khoảng 3,402.
Đi ra đảo Bowen Island bằng hai công ty vận tải thủy theo lịch trình:
- Phà BC Ferries, phục vụ với Phà mang tên Queen of Capilano có chở ô tô, nối Horseshoe Bay ở West Vancouver và Snug Cove trên đảo.
- English Bay Launch [5] có dịch vụ vận chuyển từ  Snug Cove đến Granville Island và Coal Harbour trong tuần và vào tháng mùa hè, dịch vụ du lịch vào cuối tuần
- Cormorant Marine[6] chạy dịch vụ taxi trên biển cho khách đi đêm giữa các cầu tàu tại Horseshoe Bay và Snug Cove.